# Jordan Cousins
Jordan Paul Cousins, född den 6 mars 1994, är en engelsk fotbollsspelare som spelar för Cambridge United.

## Karriär
Den 25 juni 2019 värvades Cousins av Stoke City. Den 15 juni 2021 värvades Cousins av Wigan Athletic, där han skrev på ett tvåårskontrakt.
Den 13 juli 2023 värvades Cousins av Cambridge United, där han skrev på ett ettårskontrakt. I juni 2024 förlängdes Cousins kontrakt med ett år.